# Lipău
Lipău – wieś w Rumunii, w okręgu Satu Mare, w gminie Culciu. W 2011 roku liczyła 514 mieszkańców. 